# 幼学琼林
《幼学琼林》是中国古代的儿童启蒙读物。该书最初叫《幼学须知》，亦叫《成語考》、《故事寻源》，一般认为最初的编著者是明末的西昌人程登吉（字允升），也有意见认为是明景泰年间的进士丘濬。至清嘉慶年间，由邹圣脉（字梧冈）作了增補注釋，并更名为《幼学琼林》，也叫《幼学故事琼林》，简称《幼学》。后来民国时费有容、叶浦荪和蔡东藩等又进行了增补。
《幼学琼林》是骈体文写成的，全书全部用对偶句写成，文字简炼，对仗工整，易诵易学、易懂易记。全书内容包罗广泛，诸如天文地理、人情世故、婚姻家庭、生老病死、衣食住行、制作技艺、鸟兽花木、神话传说等等，无所不包，几乎囊括了过去人们日常生活中较常用的知识与词汇，象一部微型百科辞书。人称“读了《增广》会说话，读了《幼学》走天下”。书中对许多的成语出处作了许多介绍，读者可掌握不少成语典故，此外还可以对中国古代的典章制度、风俗礼仪做一些了解。书中还有许多警句、格言，到现在还仍然传诵不绝。因此，《幼学琼林》在旧时的乡塾中颇为流行，是中国明清以来广泛流传的蒙学读物，在明清两代的乡塾蒙学教育中起到积极作用。不過书中也有一些属于帝制时代的观点，对于现代人来说难以认同。

## 体例
全书共分四卷。
1. 卷一
  1. 天文
  2. 地舆
  3. 岁时
  4. 朝廷
  5. 文臣
  6. 武职
2. 卷二
  1. 祖孙父子
  2. 兄弟
  3. 夫妇
  4. 叔侄
  5. 师生
  6. 朋友宾主
  7. 婚姻
  8. 妇女
  9. 外戚
  10. 老幼寿诞
  11. 身体
  12. 衣服
3. 卷三
  1. 人事
  2. 饮食
  3. 宫室
  4. 器用
  5. 珍宝
  6. 贫富
  7. 疾病死丧
4. 卷四
  1. 文事
  2. 科第
  3. 制作
  4. 技艺
  5. 讼狱
  6. 释道鬼神
  7. 鸟兽
  8. 花木